# Luge als Jocs Olímpics d'hivern de 2014
Als Jocs Olímpics d'Hivern de 2014, que se celebraran a la ciutat de Sotxi (Rússia), es disputaran quatre proves de luge, dues en categoria masculina, una en categoria femenina i una de nova en categoria mixta.
La competició tindrà lloc entre els dies 8 i 13 de febrer de 2014 a les instal·lacions esportives de Sanki.

## Calendari
Els temps són UTC+04:00.
| Data         | Hora  | Prova                             |
| ------------ | ----- | --------------------------------- |
| 8 de febrer  | 18:30 | Mànegues 1 i 2 (homes individual) |
| 9 de febrer  | 18:30 | Mànegues 3 i 4 (homes individual) |
| 10 de febrer | 18:30 | Mànegues 1 i 2 (dones individual) |
| 11 de febrer | 18:30 | Mànegues 3 i 4 (dones individual) |
| 12 de febrer | 18:30 | Mànegues 1 i 2 (homes parelles)   |
| 13 de febrer | 18:30 | Equips mixtos                     |

## Resum de medalles

### Categoria masculina
| Prova              | Or                                 | Argent                                  | Bronze                          |
| Individual Detalls | Felix Loch                         | Albert Demchenko                        | Armin Zöggeler                  |
| Parelles Detalls   | AlemanyaTobias Arlt · Tobias Wendl | ÀustriaAndreas Linger · Wolfgang Linger | LetòniaAndris Šics · Juris Šics |

### Categoria femenina
| Prova              | Or                   | Argent         | Bronze      |
| Individual Detalls | Natalie Geisenberger | Tatjana Hüfner | Erin Hamlin |

### Categoria mixta
| Prova          | Or                                                                     | Argent                                                                            | Bronze                                                           |
| Equips Detalls | AlemanyaNatalie Geisenberger · Felix Loch · Tobias Arlt / Tobias Wendl | RússiaTatiana Ivanova · Albert Demchenko · Alexander Denisyev / Vladislav Antonov | LetòniaElīza Tīruma · Mārtiņš Rubenis · Andris Šics / Juris Šics |

## Medaller
| Pos. | País         | Or | Plata | Bronze | Total |
| 1    | Alemanya     | 4  | 1     | 0      | 5     |
| 2    | Rússia       | 0  | 2     | 0      | 2     |
| 3    | Àustria      | 0  | 1     | 0      | 1     |
| 4    | Letònia      | 0  | 0     | 2      | 2     |
| 5    | Estats Units | 0  | 0     | 1      | 1     |
| 5    | Itàlia       | 0  | 0     | 1      | 1     |
|      | Total        | 4  | 4     | 4      | 12    |